# Гана на Светском првенству у атлетици у дворани 2018.
Гана је петнаести пут учествовала на 17. Светском првенству у атлетици у дворани 2018. одржаном у Бирмингему од 1. до 4. марта. Репрезентацију Гане представљало двоје атлетичара (1 мушкарац и 1 жене), која се такмичила у трци на 60 метара.,
На овом првенству такмичари Гане нису освојили ниједну медаљу али је остварен један најбољи лични резултат сезоне.
У табели успешности према броју и пласману такмичара који су учествовали у финалним такмичењима (првих 8 такмичара) Гана је са 1 учесником у финалу делила 46. место са 2 бода.
| Плас. | Земља | 1. место | 2. место | 3. место | 4. место | 5. место | 6. место | 7. место | 8. место | Бр. финал. | Бод. |
| ----- | ----- | -------- | -------- | -------- | -------- | -------- | -------- | -------- | -------- | ---------- | ---- |
| =46.  | Гана  | 0        | 0        | 0        | 0        | 0        | 0        | 1        | 0        | 1          | 2    |

## Учесници
| Мушкарци: - Шон Сафо-Антви — 60 м | Жене: - Flings Owusu-Agyapong — 60 м |  |

## Резултати

### Мушкарци
| Атлетичар      | Дисциплина | Лични рекорд | Квалификација  | Квалификација | Полуфинале          | Полуфинале | Финале   | Финале      | Детаљи |
| Атлетичар      | Дисциплина | Лични рекорд | Резултат       | Место         | Резултат            | Место      | Резултат | Место       | Детаљи |
| -------------- | ---------- | ------------ | -------------- | ------------- | ------------------- | ---------- | -------- | ----------- | ------ |
| Шон Сафо-Антви | 60 м       | 6,55         | 6,66 (.659) КВ | 3. у гр. 5    | 6,59 (.586) КВ, ЛРС | 2. у гр. 1 | 6,60     | 7 / 49 (52) |        |

### Жене
| Атлетичарка           | Дисциплина | Лични рекорд | Квалификација | Квалификација | Полуфинале            | Полуфинале            | Финале                | Финале  | Детаљи |
| Атлетичарка           | Дисциплина | Лични рекорд | Резултат      | Место         | Резултат              | Место                 | Резултат              | Место   | Детаљи |
| --------------------- | ---------- | ------------ | ------------- | ------------- | --------------------- | --------------------- | --------------------- | ------- | ------ |
| Flings Owusu-Agyapong | 60 м       | 7,18 НР      | 7,49          | 7. у гр. 6    | Није се квалификовала | Није се квалификовала | Није се квалификовала | 38 / 47 |        |